# 큰뛰는쥐
큰뛰는쥐 또는 큰저보아(Allactaga major)는 뛰는쥐과 다섯발가락뛰는쥐속에 속하는 설치류의 일종이다. 카자흐스탄과 러시아, 투르크메니스탄, 우크라이나 그리고 우즈베키스탄에서 발견된다. 사막에서 주로 서식한다.

## 특징
큰뛰는쥐는 뛰는쥐류 중에서 가장 큰 종이다. 몸길이는 180mm이고, 꼬리 길이는 260mm이다.